# Солофра (Авелино)
Солофра (итал. Solofra) је насеље у Италији у округу Авелино, региону Кампанија.
Према процени из 2011. у насељу је живело 11886 становника. Насеље се налази на надморској висини од 346 м.

## Географија
| Клима (Солофра)          | Клима (Солофра) | Клима (Солофра) | Клима (Солофра) | Клима (Солофра) | Клима (Солофра) | Клима (Солофра) | Клима (Солофра) | Клима (Солофра) | Клима (Солофра) | Клима (Солофра) | Клима (Солофра) | Клима (Солофра) | Клима (Солофра) |
| Показатељ \ Месец        | .Јан.           | .Феб.           | .Мар.           | .Апр.           | .Мај.           | .Јун.           | .Јул.           | .Авг.           | .Сеп.           | .Окт.           | .Нов.           | .Дец.           | .Год.           |
| ------------------------ | --------------- | --------------- | --------------- | --------------- | --------------- | --------------- | --------------- | --------------- | --------------- | --------------- | --------------- | --------------- | --------------- |
| Средњи максимум, °C (°F) | 9,7 (49,5)      | 10,5 (50,9)     | 13,6 (56,5)     | 17,7 (63,9)     | 22,0 (71,6)     | 27,3 (81,1)     | 30,7 (87,3)     | 29,0 (84,2)     | 25,2 (77,4)     | 20,0 (68)       | 14,5 (58,1)     | 11,7 (53,1)     | 30,7 (87,3)     |
| Средњи минимум, °C (°F)  | 2,7 (36,9)      | 3,1 (37,6)      | 4,4 (39,9)      | 7,0 (44,6)      | 10,5 (50,9)     | 14,1 (57,4)     | 19,3 (66,7)     | 17,9 (64,2)     | 13,4 (56,1)     | 10,0 (50)       | 6,3 (43,3)      | 4,0 (39,2)      | 2,7 (36,9)      |
| [ тражи се извор ]       |                 |                 |                 |                 |                 |                 |                 |                 |                 |                 |                 |                 |                 |

## Становништво
| 1931. | 1936. | 1951. | 1961. | 1971. | 1981. | 1991.  | 2001.  | 2011.  |
| ----- | ----- | ----- | ----- | ----- | ----- | ------ | ------ | ------ |
| 6.618 | 7.089 | 8.355 | 8.381 | 8.458 | 9.782 | 10.941 | 11.802 | 12.419 |